# Catherine Frot
Catherine Frot (Parijs, 1 mei 1956) is een Frans actrice.

## Biografie

### Toneelopleiding
Catherine Frot was al heel vroeg gepassioneerd door het theater, inzonderheid door de komedie. Vanaf haar veertiende volgde ze toneellessen in Versailles. Drie jaar later vervolmaakte ze haar opleiding in Parijs aan de ENSATT (École nationale supérieure des arts et techniques du théâtre) en vervolgens aan het gereputeerde CNSAD (Conservatoire national supérieur d'art dramatique). In 1978 was ze in Avignon een van de medestichters van het toneelgezelschap Compagnie du Chapeau Rouge. Wat later trad ook Jean-Pierre Darroussin toe tot het gezelschap. 

### Succesvolle toneelactrice
Tot haar veertigste richtte Frot zich vooral op het theater, met beklijvend acteerwerk in stukken van onder meer Ionesco, Tsjechov, Ibsen en Christopher Hampton (in zijn toneelstuk Les Liaisons dangereuses naar de beroemde briefroman van Choderlos de Laclos).

### Debuut in de filmwereld
Terwijl ze haar activiteiten op de bühne uitbouwde debuteerde ze in 1980 in de filmwereld met een rolletje in het drama Mon oncle d'Amérique van Alain Resnais. In 1986 werd ze voor het eerst genomineerd voor een belangrijke filmprijs: de César voor beste actrice in een bijrol voor haar vertolking in de Parijse tragikomedie Escalier C. Ondanks de nominatie bleef ze de volgende tien jaar in bijrolletjes steken.

### Doorbraak en bijrollen
In 1994-1995, oogstte ze, samen met onder meer Darroussin, eindelijk veel bijval met haar rol van de ietwat gekke schoondochter in de toneelkomedie Un air de famille van het succesduo Agnès Jaoui-Jean-Pierre Bacri. Dankzij de succesrijke verfilming onder dezelfde titel, Un air de famille (Cédric Klapisch), brak ze in 1996, ruim vijftien jaar na haar filmdebuut, door bij het grote publiek. De César voor beste actrice in een bijrol honoreerde haar vertolking. Als gevolg daarvan kreeg ze een aantal interessante bijrollen zoals de hinderlijke minnares in de filmhit Le Dîner de cons (1998), een komedie die in 1998 aan de Franse kassa slechts geklopt door de rampenfilm Titanic. Andere vermeldenswaardige rollen volgden zoals de wat aan haar lot overgelaten echtgenote in de komedie Paparazzi (1998) en de vrouw van een overspelige man in de tragikomedie La Nouvelle Ève (1999).

### Hoofdrollen
In 1999 kreeg ze haar eerste hoofdrol te pakken: in de komedie La Dilettante (Pascal Thomas) bewees ze gestalte te kunnen geven aan zowel de tragische als de komische kant van een personage. Aan haar vertolking van een verveelde echtgenote die haar burgerbestaan opgeeft hield ze de eerste van zes nominaties voor César voor beste actrice over. Sindsdien wisselden talrijke tragische en komische hoofdrollen elkaar af. Vermeldenswaardig in dit verband waren enerzijds de drama's Chaos (2001), de Hervé Bazinverfilming Vipère au poing (2004) en La tourneuse de pages (2006) en anderzijds de komedies Sept ans de mariage (2003), Boudu (2005) en Les Saveurs du palais (2012).
Tussen 2001 en 2003 speelde ze mee in de komedie Un couple épatant, de misdaadfilm Cavale en het drama Après la vie van Lucas Belvaux. Deze films vormen een trilogie: ze vertellen hetzelfde verhaal met dezelfde personages maar telkens vanuit het standpunt van een ander personage en telkens in een andere sfeer. Zo trad het personage van Jeanne Rivet, vertolkt door Frot, op de voorgrond in het tweede luik Cavale. 
Na de tragikomedie Mercredi, folle journée! (2001) vroeg Pascal Thomas haar voor de derde keer, nu voor Mon petit doigt m'a dit..., het eerste luik van een politiekomedietrilogie gebaseerd op werk van Agatha Christie. De twee andere delen volgden in 2008 (Le crime est notre affaire) en in 2012 (Associés contre le crime). De plot was telkens opgebouwd rond Prudence (Frot) en Bélisaire Beresford (André Dussollier), een koppel dat graag detective speelt.

### Televisie
Vanaf 1975 was Frot, naast haar acteerwerk op de planken, in een aantal kortfilms en in de bioscoopfilm, eveneens regelmatig te zien in televisiefilms. 

### Privéleven
Sinds 1987 is Catherine Frot gehuwd met Michel Couvelard. Ze hebben een geadopteerde dochter Suzanne. Haar zus is de actrice Dominique Frot.

## Filmografie (ruime selectie)
- 1980 - Mon oncle d'Amérique (Alain Resnais)
- 1981 - Psy (Philippe de Broca)
- 1981 - Les Babas cool (François Leterrier)
- 1982 - Guy de Maupassant (Michel Drach)
- 1983 - Du sel sur la peau (Jean-Marie Degèsves)
- 1985 - Escalier C (Jean-Charles Tacchella)
- 1985 - Elsa, Elsa (Didier Haudepin)
- 1987 - Le Moine et la Sorcière (Suzanne Schiffman)
- 1990 - Tom et Lola (Bertrand Arthuys)
- 1993 - Vent d'est (Robert Enrico)
- 1994 - J'ai pas sommeil (Claire Denis)
- 1996 - Un air de famille (Cédric Klapisch)
- 1998 - Le Dîner de cons (Francis Veber)
- 1998 - Paparazzi (Alain Berbérian)
- 1999 - La Nouvelle Ève (Catherine Corsini)
- 1999 - La Dilettante (Pascal Thomas)
- 2001 - Mercredi, folle journée! (Pascal Thomas)
- 2001 - Chaos (Coline Serreau)
- 2001 - Un couple épatant (Lucas Belvaux)
- 2002 - Cavale (Lucas Belvaux)
- 2003 - Après la vie (Lucas Belvaux)
- 2003 - Chouchou (Merzak Allouache)
- 2003 - Sept ans de mariage (Didier Bourdon)
- 2004 - Éros thérapie (Danièle Dubroux)
- 2004 - Vipère au poing (Philippe de Broca)
- 2004 - Les Sœurs fâchées (Alexandra Leclère)
- 2005 - Boudu (Gérard Jugnot)
- 2005 - Mon petit doigt m'a dit... (Pascal Thomas)
- 2006 - La tourneuse de pages (Denis Dercourt)
- 2007 - Odette Toulemonde (Éric-Emmanuel Schmitt)
- 2008 - Le crime est notre affaire (Pascal Thomas)
- 2009 - Les Derniers Jours du monde (Arnaud en Jean-Marie Larrieu)
- 2011 - Coup d'éclat (José Alcala)
- 2012 - Bowling (Marie-Castille Mention-Schaar)
- 2012 - Associés contre le crime (Pascal Thomas)
- 2012 - Les Saveurs du palais (Christian Vincent)
- 2015 - Marguerite (Xavier Giannoli)
- 2017 - Sage Femme (Martin Provost)
- 2017 - Momo (Sébastien Thiéry en Vincent Lobelle)
- 2019 - Qui m'aime me suive! (José Alcala)
- 2020 - Sous les étoiles de Paris (Claus Drexel)

## Prijzen en nominaties

### Prijzen

#### César voor beste actrice in een bijrol
- 1997 - Un air de famille

### Nominaties

#### César voor beste actrice
- 2000 - La Dilettante
- 2002 - Chaos
- 2007 - La tourneuse de pages
- 2008 - Odette Toulemonde
- 2009 - Le crime est notre affaire
- 2013 - Les Saveurs du palais

#### César voor beste actrice in een bijrol
- 1986 - Escalier C
- 1999 - Le Dîner de cons

- Bibliothèque nationale de France: cb14002602j (data)
- Gemeinsame Normdatei: 1025285174
- International Standard Name Identifier: 0000 0001 1511 7488
- Library of Congress Control Number: nr2001032855
- MusicBrainz: 23e45027-7bf5-4d8e-844a-1f08cf5df0f3
- Nationale Bibliotheek van Tsjechië: pna2004259325
- Nationale Bibliotheek van Israël: 987007434742105171
- Nederlandse Thesaurus van Auteursnamen: 252299159
- SNAC: w63v07kw
- Système universitaire de documentation: 06853230X
- Virtual International Authority File: 85079629
- WorldCat: E39PBJdx9BgTtXMgFh4dbcFVG3